# استرالیایی‌ها در ایتالیا
طبق آمار سال ۲۰۰۲ میلادی، بیش از ۳۰٬۰۰۰ نفر استرالیایی در ایتالیا زندگی می‌کنند. در حال حاضر حدود دو سوم آن‌ها در رم و بقیه عمدتاً در میلان زندگی می‌کنند.

## افراد برجسته
- کریستین ویری فوتبالیت
- ماسیمیلیانو روسولینو شناگر